# Công viên Lịch sử – Văn hóa Dân tộc

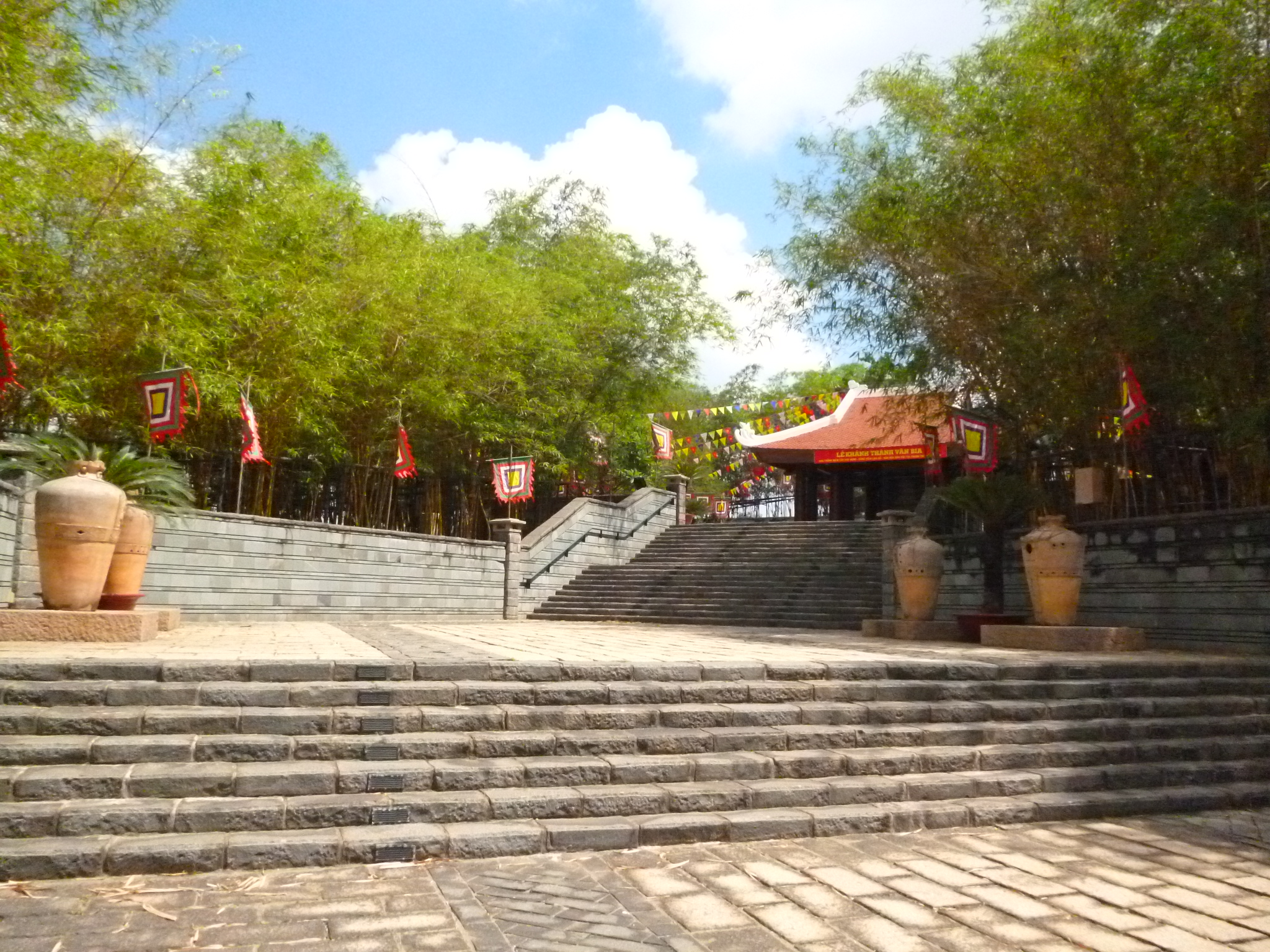
Toàn cảnh Công viên Văn hóa Lịch sử dân tộc

Công viên Lịch sử Văn hóa Dân tộc là một công trình kiến trúc quy mô lớn được xây cất tại phường Long Bình, thành phố Thủ Đức, Thành phố Hồ Chí Minh và một phần thành phố Dĩ An, tỉnh Bình Dương với chức năng là một công viên, điểm tham quan với chủ đề lịch sử và văn hóa của dân tộc Việt Nam. Đây được coi là công trình tiêu biểu của khu vực phía Nam và là nơi tôn vinh các giá trị văn hóa dân tộc Việt Nam. Nó là một dự án lớn, được Nhà nước quan tâm và đầu tư quy mô, là một trong số ít các công trình lịch sử văn hóa trọng điểm của Thành phố Hồ Chí Minh đang tiếp tục được thực hiện.

## Cấu trúc
Công viên Lịch sử Văn hóa Dân tộc có diện tích khoảng trên 400ha (Theo quy hoạch đã được phê duyệt, Khu công viên Lịch sử - Văn hóa dân tộc có diện tích hơn 403 ha), được xây dựng tại phường Long Bình, quận 9, và huyện Dĩ An, tỉnh Bình Dương (trong đó có 27 ha thuộc huyện Dĩ An, 376 ha thuộc quận 9 thành phố Hồ Chí Minh). Địa điểm chính tọa lạc chính tại phường Long Bình, Quận 9, Thành phố Hồ Chí Minh, cách trung tâm Thành phố Hồ Chí Minh khoảng 27 cây số. Trong Công viên có 04 khu vực gồm Bốn khu này nhằm tái hiện lại toàn bộ lịch sử của đất nước từ thời khởi thủy cho đến nay:

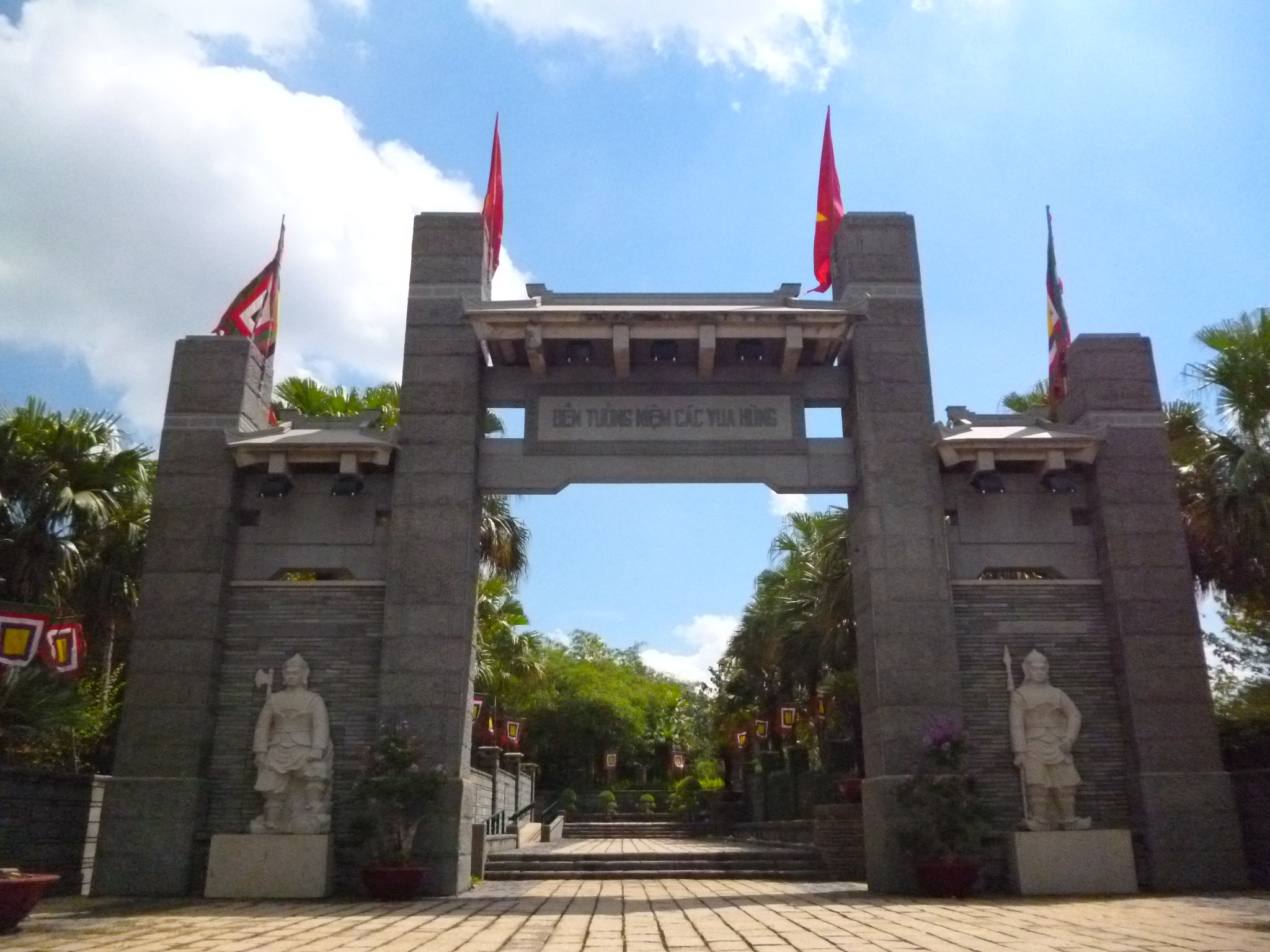
Đền tưởng niệm Vua Hùng - Trung tâm của Công viên

- Khu Cổ đại rộng 84ha hay còn gọi là Khu tưởng niệm các vua Hùng. Khu tưởng niệm các vua Hùng được xem là nơi trang trọng nhất trong khu vực, với quy hoạch 3 bậc bao gồm:,
  - Bậc 1 thờ Quốc tổ Hùng Vương
  - Bậc 2 thờ Lạc Long Quân và mẹ Âu Cơ
  - Bậc còn lại là các hoa văn, họa tiết về văn hóa Đông Sơn.

Khu tưởng niệm các vua Hùng là công trình lịch sử văn hóa đầu tiên trong Công viên Lịch sử-Văn hóa dân tộc khánh thành năm 2009. Khu đền Hùng được cho là biểu trưng nền văn hiến Việt Nam của thời đại ngày nay. Và công viên đã xây dựng hoàn tất công trình trung tâm của khu cổ đại là đền tưởng niệm các vua Hùng hoành tráng, với biểu tượng Chim Lạc vươn cánh bay về phương Bắc thấm đậm bản sắc văn hóa dân tộc Việt Nam.
- Khu Trung đại rộng 29ha, là khu thể hiện các sự kiện lịch sử từ thời Đinh đến thời Tây Sơn.
- Khu Cận-Hiện đại rộng 35ha, tái hiện thời kỳ nhà Nguyễn, thời kỳ đấu tranh giành độc lập qua hai cuộc kháng chiến chống Pháp và Mỹ ở Việt Nam.
- Khu sinh hoạt văn hóa với những phức hợp như khu làng văn hóa dân tộc và Khu bảo tàng lịch sử tự nhiên, vui chơi giải trí (bao gồm Cù lao Bà Sang)[2]

Công viên còn có Văn bia. Văn bia tại khu tưởng niệm các vua Hùng được khắc trên một khối đá hoa cương lớn màu đen tuyền có nguồn gốc từ một mỏ đá ở Phú Yên. Nhà bia tọa lạc ở đoạn giữa từ cổng khu tưởng niệm đến đền thờ chính. Nội dung văn bia ca ngợi công đức của tổ tiên, nói lên nguyện vọng của người con phương Nam luôn hướng về nguồn và niềm tự hào lịch sử, truyền thống đấu tranh của dân tộc. Toàn văn văn bia do giáo sư Vũ Khiêu phụng thảo và đã được nhiều người đóng góp ý kiến hoàn chỉnh.

## Quá trình xây dựng
Dự án được xây dựng bằng vốn ngân sách của Thành phố Hồ Chí Minh và là một trong những công trình hao tiền tốn của. Để tạo dựng cảnh quan môi trường phù hợp, công viên đã trồng mới hơn 30ha rừng (trong đó có 12ha rừng gỗ quý như cẩm lai, sao, lim…), đồng thời cải tạo và trồng thêm gần 100ha cây xanh. Làm xong đường nội bộ Nam, Bắc trong công viên.
Trong quyết định phê duyệt nhiệm vụ điều chỉnh quy hoạch chi tiết xây dựng đô thị tỷ lệ 1/2.000 khu Công viên Lịch sử - Văn hóa dân tộc thì Chính quyền thành phố đã điều chỉnh giảm quy mô diện tích khu công viên này từ 408 ha xuống còn 395 ha nhằm tránh giải tỏa các khu dân cư mật độ dày. Theo quy hoạch mới, công viên gồm 4 khu:
- Khu cổ đại 84,15 ha
- Khu trung đại 29,19 ha
- Khu cận - hiện đại 35,92 ha
- Khu sinh hoạt văn hóa 245,74 ha.

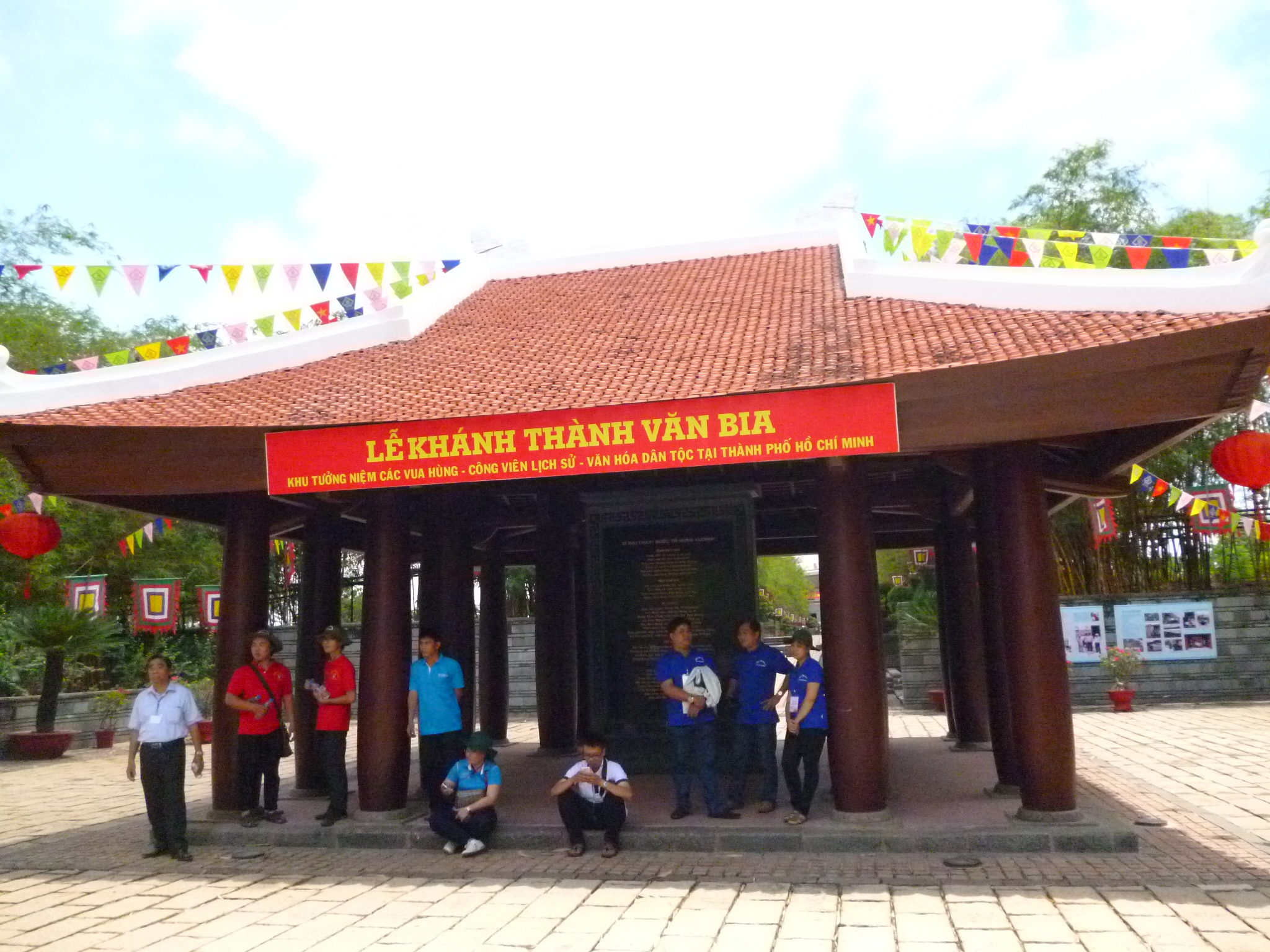
Việc xây dựng dấy lên nhiều quan ngại về tình trạng tham ô, rút ruột trong công trình quy mô này

Việc điều chỉnh bất thường quy hoạch chi tiết xây dựng làm dấy lên nghi ngại về tình trạng bớt xén, rút ruột công trình trong thi công. Trong quá trình xây dựng thì tiến độ khá rề rà và ì ạch do các đơn vị thi công luôn báo thiếu vốn, và đặc biệt là những lùm xùm cãi vã xung quanh việc giải tỏa đền bù. Khu vực đất đã đền bù giải tỏa hơn 300ha nhưng vẫn còn 6 hộ nằm dọc mặt tiền xa lộ Hà Nội thuộc địa phận huyện Dĩ An, tỉnh Bình Dương và các hộ trên đường Nguyễn Xiển, dọc sông Đồng Nai chưa di dời. Ban quản lý dự án công viên đang đẩy nhanh tiến độ làm hồ sơ đền bù giải tỏa phần đất còn lại, cuối năm 2010 sẽ tiến hành cấp sổ đỏ cho 60 hộ dân. Khu vực tái định cư 26ha dành cho 500 hộ đã giải quyết vấn đề nhà ở cho 300 hộ. Ngoài ra còn có 1.000 căn hộ chung cư tại khu tái định cư Long Sơn, Long Bình, quận 9, đủ điều kiện đáp ứng nhu cầu tái định cư.
Vào năm 2008, để đẩy nhanh tiến độ dự án Công viên Lịch sử Văn hóa Dân tộc, hấp thuận tạm ứng 18 tỷ đồng cho Ban Quản lý Công viên Lịch sử Văn hóa Dân tộc thanh toán các khối lượng xây lắp và tạm ứng 40 tỷ đồng cho Ủy ban nhan dân quận 9 để chi tiền đền bù cho dân nằm trong dự án. Đây là một hành động vung tay chi đậm và là biện pháp nhằm bảo đảm tiến độ xây dựng khu tưởng niệm các Vua Hùng- giai đoạn 1 nằm trong dự án công viên - để kịp khánh thành vào mùng 10 tháng 3 âm lịch năm Kỷ Sửu 2009.
Ban quản lý khu Công viên Lịch sử - Văn hóa Dân tộc đã phối hợp với Hội Kiến trúc sư Thành phố Hồ Chí Minh công bố cuộc thi tuyển phương án thiết kế kiến trúc cho hai công trình thuộc Công viên Lịch sử Văn hóa Dân tộc tại quận 9. Dự án sẽ được thiết kế trên khu đất rộng 19.500 mét vuông. Riêng dự án Bảo tàng Lịch sử tự nhiên cũng chuẩn bị được đầu tư thực hiện. Trong năm 2011, công viên kêu gọi các đơn vị doanh nghiệp đầu tư cho các dự án: khu du lịch sinh thái, làng hoa, công viên điện ảnh, làng văn hóa các dân tộc…
Hiện khu tưởng niệm các Vua Hùng đã hoàn thành và đi vào hoạt động. Chính thức đưa vào hoạt động phục vụ lễ hội từ lễ giỗ Tổ mùng 10-3 năm 2009. Sáng ngày 09 tháng 4 năm 2014, tại Khu tưởng niệm các vua Hùng trong công viên Lịch sử văn hóa dân tộc đã diễn ra lễ khánh thành văn bia. Dự kiến toàn bộ dự án sẽ hoàn thành vào năm 2020 trong đó, đến năm 2020 sẽ hoàn thành khoảng 80% công trình công viên, sau đó tiếp tục hoàn thiện các hạng mục còn lại. Đây là một dự án lịch sử - văn hóa lớn, được đầu tư quy mô và cẩn trọng.

## Một số hoạt động

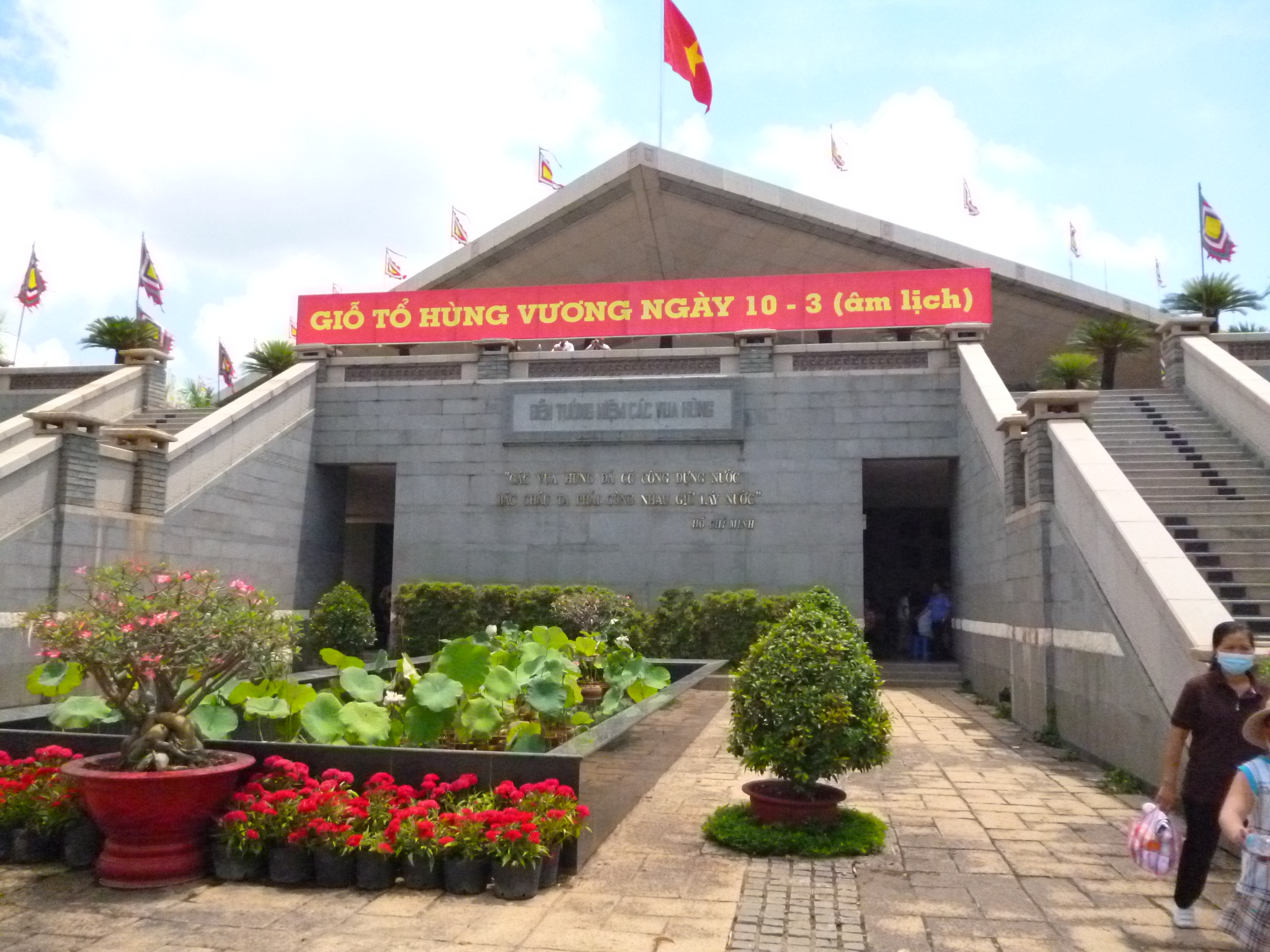
Công viên là nơi thực hiện các nghi lễ Giỗ Tổ tại Thành phố Hồ Chí Minh

Có nhận định cho rằng, cho đến nay Công viên Lịch sử Văn hóa dân tộc đã trở thành một tâm điểm giáo dục lịch sử truyền thống dân tộc cho thế hệ trẻ ở Việt Nam. Đền là nơi thiêng liêng để tưởng niệm, vọng bái tổ tông, hướng về cội nguồn, tổ chức các lễ hội, sinh hoạt văn hóa, khơi dậy tình cảm về nguồn, lòng tự hào dân tộc, đặc biệt là nơi tổ chức lễ giỗ Quốc Tổ hàng năm. Đây còn là điểm tham quan, học tập, vui chơi giải trí, góp phần giáo dục các thế hệ trẻ niềm tự hào dân tộc, gìn giữ và tôn vinh các giá trị lịch sử, văn hóa truyền thống. Trong mỗi đợt lễ lớn, hàng chục ngàn lượt người dân đã đến lễ bái, tổ chức cắm trại, tìm hiểu lịch sử, thưởng thức nhiều chương trình nghệ thuật….
Trong đề án giỗ Tổ Hùng Vương năm 2014 được Thủ tướng Chính phủ phê duyệt, ngoài tỉnh Phú Thọ nơi có đền Hùng là chủ thể, lễ dâng hương tưởng niệm các vua Hùng được diễn ra cùng thời điểm tại các đền Hùng trong cả nước. Trong đó tại Thành phố Hồ Chí Minh thực hiện việc giỗ Tổ Hùng Vương diễn ra vào 2 ngày mùng 9 và 10 Âm Lịch tại khu tưởng niệm các vua Hùng thuộc Công viên Lịch sử Văn hóa dân tộc quận 9. Nhân dịp này, tại đây đã khánh thành văn bia đặt tại khu tưởng niệm các vua Hùng do Giáo sư Vũ Khiêu phụng thảo.